# La Lanterne (revista)

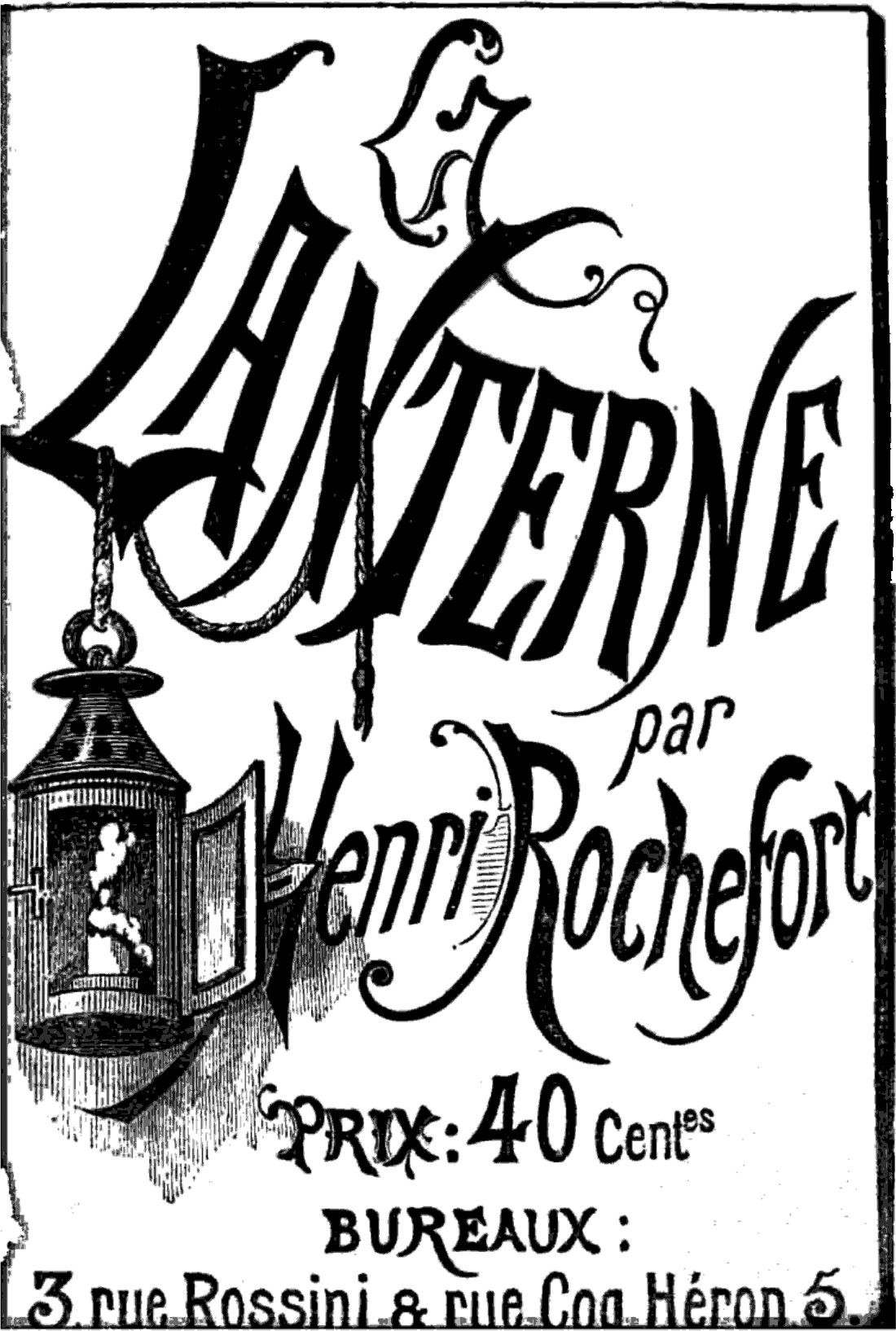
Portada de La Lanterne n.º 11, 1866

La Lanterne fue una revista satírica en francés fundada por Henri Rochefort en 1868 y difundida por lo general de forma clandestina hasta 1870 y, en una nueva serie, entre 1874 y 1876.

## Historia

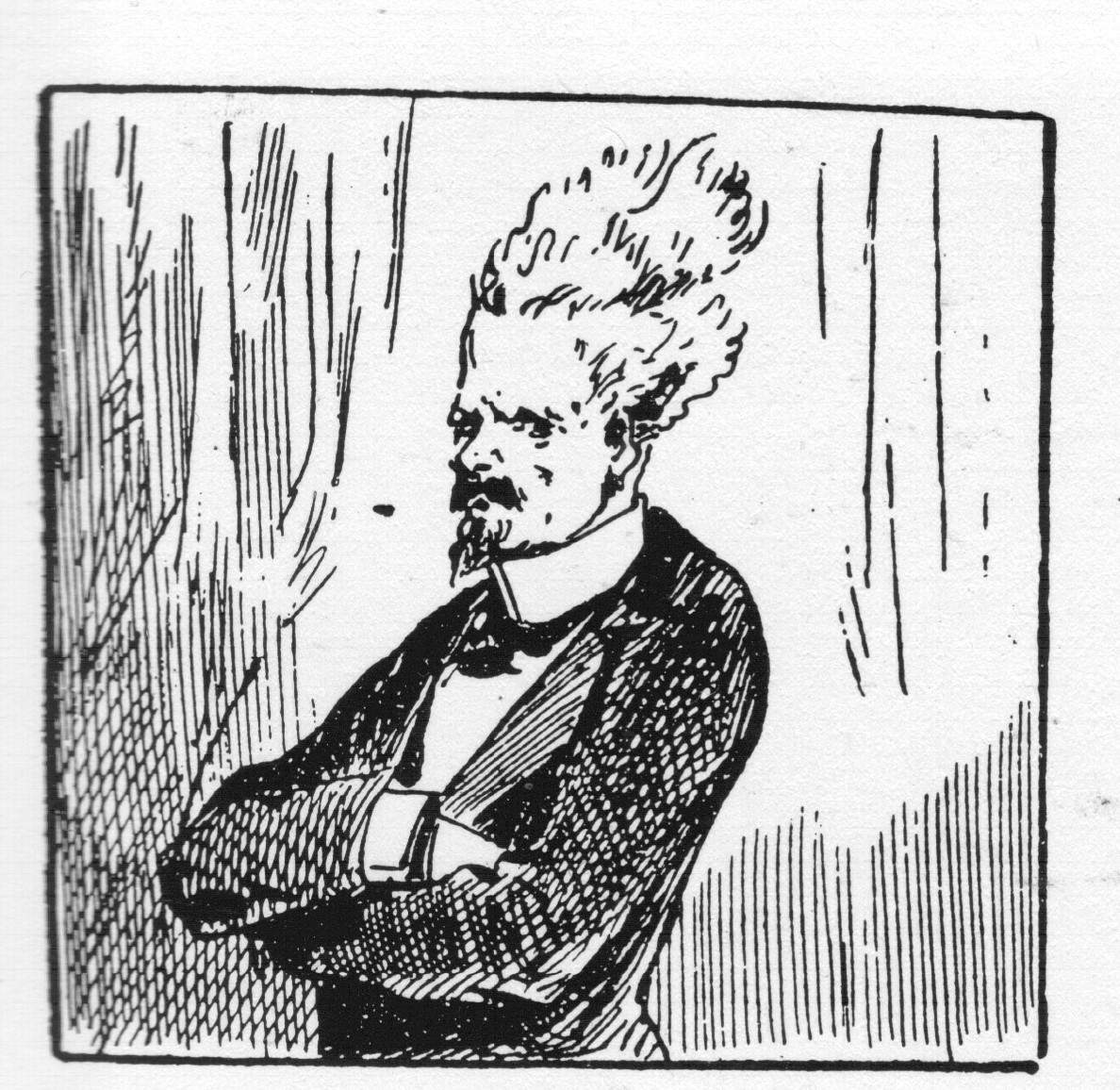
Bernard Morel-Retz, caricatura de Henri Rochefort

La revista fue fundada en abril de 1868 por el periodista Henri Rochefort tras ser despedido de Le Figaro por haber escrito una serie de artículos críticos contra numerosos exponentes del Segundo Imperio francés de Napoleón III. La Lanterne, cuyo primer número salió el 30 de mayo de 1868, acentuó la polémica política con las personalidades en el gobierno. A pesar de los obstáculos de la policía, la revista salió regularmente con periodicidad semanal, y experimentó un rápido éxito, alcanzando en tres meses una tirada de 130 000 ejemplares.
Un artículo sobre la batalla de Farsalia, contenido en el undécimo número de la revista (8 de agosto de 1868), fue interpretado por la policía como una incitación al asesinato de Napoleón III. Rochefort fue procesado y condenado a un año de prisión y multa de 10 000 francos, mientras que la revista fue cerrada. Sin embargo, Rochefort consiguió eludir la cárcel refugiándose rápidamente en Bruselas, y en la capital belga continuó la publicación de La Lanterne que, en pequeño formato, fue distribuida clandestinamente por toda Europa. Esta primera serie de La Lanterne concluyó a finales de 1869.
La Lanterne volvió a nacer en 1874 en Ginebra por obra del propio Henri Rochefort, que se había refugiado en Suiza tras haber conseguido escapar de la colonia penal de Nueva Caledonia, en la que había sido condenado por apoyar la Comuna de París. El nuevo objetivo de su sátira, en la segunda serie de La Lanterne, fue sobre todo el general Patrice de Mac-Mahon.
Una vez terminada de nuevo la publicación en 1876, el nombre reapareció en 1897 como título de un periódico radical socialista y anticlerical, dirigido por Aristide Briand, que dejó de publicarse en 1928.
La revista satírica de Rochefort tuvo numerosos imitadores en Europa. En Italia, Gaspare Colosimo fundó en 1882 en Nápoles el semanario satírico de inspiración republicano La lanterna, recordando incluso en el título el semanario de Rochefort.